# Вулиця Максимовича
Ву́лиця Максимо́вича — вулиця у Святошинському районі міста Києва, місцевість Катеринівка. Пролягає від Берестейського шосе до вулиці Михайла Чалого. 
Прилучається Сулимівська вулиця. 

## Історія
Вулиця виникла в першій третині XX століття, мала назву 2-га Катеринівська Поперечна. Назву Максимовича (на честь українського вченого, першого ректора Київського університету св. Володимира Михайла Максимовича) вулиця набула 1961 року. 
Зникла з карт міста та довідників наприкінці 1980-х — на початку 1990-х років із нез'ясованих причин (офіційного рішення про ліквідацію назви не існує), але в 2010-x роках провулок з'явилася в офіційних документах міста: її було включено до офіційного довідника «Вулиці міста Києва» та містобудівного кадастру.
Станом на 2015 рік існує як проїзд від Сулимівської вулиці до вулицю Михайла Чалого, однак проїзд від Берестейського шосе до Сулимівської вулиці перегороджений парканом.